# Гуанабара
Гуанаба́ра (порт. Baía da Guanabara) — бухта в штате Рио-де-Жанейро. Через залив перекинут мост Рио-Нитерой длиной более 13 км. Площадь водосборного бассейна — 4080 км². Объём воды — 1,87 км³.
Залив известен тем, что с океаном связан проливом шириной в 1,5 км, который европейцы поначалу приняли за реку. Открыли залив с его окрестностями в январе, и «река» получила название Январской (Ди-Жанейру). Первыми побережье попытались колонизировать бежавшие от преследований на родине французские гугеноты — см. Антарктическая Франция.
Название Рио-де-Жанейро получило также возникшее на западном берегу поселение, которое позже стало столицей Бразилии. На восточном берегу расположены муниципалитеты Нитерой и Сан-Гонсалу.
Площадь залива — 384 км², размеры 31 × 28 км; это второй по размерам залив страны. В нём насчитывается более 130 островов, в том числе Виллеганьон, Фискал, остров Губернатора, Фундан. Крупнейший из них — остров Губернатора, площадь которого составляет 42 км², а население — около 450 тыс. человек. На нём также расположен аэропорт Рио-де-Жанейро Галеан.